# End of Watch
End of Watch is een Amerikaanse misdaadfilm uit 2012. De film werd geschreven en geregisseerd door David Ayer.
De politiefilm heeft de stijl van een documentaire, voornamelijk doordat heel wat scènes door middel van een "shaky camera" werden opgenomen. Heel wat critici prezen End of Watch om zijn energie en uitstekende vertolkingen. De bekende filmrecensent Roger Ebert gaf de film zijn maximumscore en noemde het "een van de beste politiefilms van de laatste jaren". Later rekende hij End of Watch ook tot de beste films van het jaar.

## Verhaal
De boezemvrienden Brian Taylor en Mike Zavala zijn twee politieagenten van de Los Angeles Police Department (LAPD). Ze patrouilleren dagelijks in de straten van South Los Angeles, waar ze regelmatig geconfronteerd worden met gevaarlijke drugsdealers en straatbendes. Taylor volgt een filmcursus en neemt daarom alle opdrachten die hij met Zavala uitvoert op met een videocamera, tot grote ergernis van sommige collega's.
Een van hun opdrachten brengt hen bij een drugsverslaafde vrouw die haar twee kinderen kwijt is. Wanneer Taylor het huis doorzoekt, vindt hij de twee kinderen vastgebonden terug in een kast. Diezelfde avond brengt een oproep over geluidshinder hen bij een feestje van een Latijns-Amerikaanse straatbende. De agenten ontmoeten er Big Evil, de gevaarlijke leider van de bende die een dag eerder bij een drive-by betrokken was.
Een dag later besluiten Taylor, die inmiddels een relatie heeft met Janet, en Zavala een bezoekje te brengen aan de moeder van Big Evil. Ze zien haar een pot soep afgeven aan man die ze als een "cowboy" bestempelen. De twee agenten proberen de man tegen te houden, maar hij opent meteen het vuur. De twee arresteren hem en vinden in zijn auto tal van wapens terug, terwijl ze in de soep grote bedragen geld vinden.
Enkele dagen later snellen de twee tijdens een patrouille te hulp wanneer ze zien dat een huis in brand staat. Een vrouw roept dat haar kinderen nog in het gebouw zitten, waardoor Zavala naar binnen snelt om de twee kinderen te redden. Taylor loopt hem achterna. Ze slagen erin om de kinderen te redden, maar komen bijna om het leven. Voor hun heldendaad krijgen ze beide een eremedaille, al kan zowel Janet als Zavala's echtgenote Gabby het niet appreciëren dat ze hun leven zo op het spel hebben gezet.
Vervolgens wil Taylor een huis van de eerder gearresteerde "cowboy" onderzoeken. Omdat hij Zavala in het brandende huis gevolgd heeft, wil hij dat zijn partner hem nu ook volgt. In het huis arresteert het duo een gewapende man en vinden ze een kooi met ontvoerde mensen terug. Deze zaak van mensenhandel wordt echter meteen overgenomen door agenten van de U.S. Immigration and Customs Enforcement (ICE). Een van hen raadt het politieduo aan om voortaan op te passen aangezien het huis gelinkt wordt aan het gevaarlijke Sinaloakartel.
Op een avond reageren Zavala, die voor de tweede keer vader geworden is, en Taylor op een oproep van hun norse collega Van Hauser. Ze vinden hem op straat terug met een mes in zijn oog. De dader, een stevige man die lid is van een straatbende, is wat verderop hun vrouwelijke collega Sook tot moes aan het slaan. Zavala en Taylor arresteren de man, maar komen wat later te weten dat zowel Van Hauser als Sook niet meer zal terugkeren als politieagent.
Taylor besluit te trouwen met Janet en heeft op zijn huwelijksfeest een emotioneel gesprek met zijn partner, die belooft voor Janet te zorgen als er ooit iets met hem zou gebeuren. Wanneer de volgende dag een vrouw vraagt om eens een kijkje te gaan nemen bij haar moeder, nemen de twee agenten de in theorie niet gevaarlijke opdracht aan. De moeder reageert niet, waarna Zavala de deur opentrapt. In het huis vinden ze drugs, verscheidene lijken en afgehakte hoofden en ledematen. Op de muur staat een boodschap van het kartel geschreven.
Ondertussen geeft een baas van het kartel de opdracht om de twee agenten te liquideren. De straatbende van Big Evil bedenkt een plan om hen in de val te lokken. De twee agenten achtervolgen een verdachte man tot in een appartementsgebouw. Daar worden ze beschoten door Big Evils bende. De twee overleven de aanslag en slaan op de vlucht. Hoewel ze al een tijdje om versterking hebben gevraagd, dagen er niet meteen extra politiemensen op. In een steeg botsen de twee op een lid van de straatbende. Taylor raakt gewond in de borststreek. Terwijl Zavala hem bijstaat, naderen Big Evil en zijn handlangers hem langs achter. Ze schieten Zavala genadeloos dood, maar worden dan zelf neergeschoten door de politieversterking die net is opgedaagd. Taylor heeft de schietpartij overleefd en noemt Zavala tijdens diens begrafenis 'zijn broer'.
De film eindigt met beelden van de dag van de dodelijke schietpartij. Taylor en Zavala lachen zich te pletter met een gênante anekdote over Zavala's schoonouders.

## Rolverdeling
| Acteur                | Personage      |
| --------------------- | -------------- |
| Jake Gyllenhaal       | Brian Taylor   |
| Michael Peña          | Mike Zavala    |
| Anna Kendrick         | Janet          |
| Natalie Martinez      | Gabby          |
| David Harbour         | Van Hauser     |
| Frank Grillo          | Sarge          |
| America Ferrera       | Orozco         |
| Cody Horn             | Davis          |
| Cle Shaheed Sloan     | Mr. Tre        |
| Maurice Compte        | Big Evil       |
| Yahira Flakiss Garcia | La La          |
| David Castañeda Jr.   | Mexican Cowboy |